# 18149 Colombatti
18149 Colombatti là một tiểu hành tinh vành đai chính với chu kỳ quỹ đạo là 1751.8901191 ngày (4.80 năm). I
Nó được phát hiện ngày 29 tháng 7 năm 2000 ở Anderson Mesa.